# The Post Internazionale
The Post Internazionale, in acronimo TPI, è una rivista italiana edita da The Post Internazionale Srl, con un investimento di partenza di 118.000 euro. Ha sede a Roma in Via Padre Semeria 25/29, Roma .
Il giornale pubblica notizie attingendo da fonti d'informazione internazionale (Reuters, AP, AFP) e produce articoli scritti da inviati sul campo. TPI ha pubblicato inchieste prodotte insieme al settimanale l'Espresso.

## Storia
The Post Internazionale è stato fondato nel 2010 da Giulio Gambino (giornalista che ha lavorato con l'Espresso e La Stampa, nipote di Antonio Gambino, uno dei fondatori de l'Espresso), insieme a Francesco Saverio Bersani, Stefano Mentana (figlio di Enrico Mentana), Davide Lerner (figlio di Gad Lerner) e Adriano Pagani. Tra le altre firme della testata ha figurato fino al 2013 anche Sofia Bettiza (figlia di Enzo).
Il giornale è stato presentato al suo esordio dai grandi nomi del gruppo l'Espresso, quali i direttori Eugenio Scalfari de la Repubblica e Lucio Caracciolo di Limes. Negli anni successivi Repubblica ha continuato a sostenere e dare risalto al portale e alle sue attività. La testata è registrata al Tribunale di Roma (n. 294) dal 19 ottobre 2012.
Nel settembre 2021 The Post Internazionale si trasforma ufficialmente in un settimanale cartaceo, di cui il sito tpi.it diventa la versione online. La rivista è in edicola ogni venerdì.

## Diffusione
A novembre 2016 The Post Internazionale generava ogni mese oltre 15 milioni di utenti unici, dei quali oltre 5 milioni sono lettori under 35. Secondo la classifica Audiweb del gennaio 2019, TPI è il tredicesimo sito di informazioni più letto d'Italia.

## Controversie
Nel 2014 il presidente dell'Ordine dei Giornalisti, Enzo Iacopino, ha denunciato come sfruttamento le condizioni di tirocinio offerte da The Post Internazionale e ha chiesto alla testata il rispetto delle norme in vigore. Nella sua replica, il direttore di TPI ha negato la fondatezza delle critiche e ha replicato, a sua volta, accusando l'Ordine professionale di essere solo una "barocca e complicata burocrazia".

## Firme
- Giulio Gambino (fondatore)
- Stefano Mentana (fondatore)
- Giulio Cavalli
- Marco Revelli
- Elisa Serafini
- Fabio Salamida
- Lorenzo Tosa (dal 2018)
- Luca Telese (dal 2019)
- Selvaggia Lucarelli (dal 2020)[17]
- Alessandro Di Battista (dal 2020)
- Marco Antonellis
- Riccardo Bocca